# Ada Reina
Ada Reina, pseudonimo di Ornella Felicetti (Giussano, 3 ottobre 1989), è una cantautrice italiana.

## Biografia

### Infanzia, adolescenza e studi
Nasce a Giussano, seconda di tre figli, da padre italo-argentino, Juan Antonio Felicetti, e madre peruviana, Ada Gianina Pignatelli Wetzell. Si trasferisce insieme alla famiglia nel varesotto, nel comune di Lonate Ceppino dove passerà la sua infanzia e adolescenza insieme ai fratelli Alessio e Luciano. Inizia a prendere lezioni di canto all'età di 8 anni, qualche anno dopo prende lezioni di chitarra classica e pianoforte. Durante l'adolescenza partecipa a diversi concorsi canori locali. Conseguito il diploma presso l'Istituto Tecnico Perito Aziendale di Tradate, decide di intraprendere a tempo pieno la carriera di cantante. Nel 2009 partecipa alle selezioni della terza edizione di X Factor. Supera le varie selezioni del programma ed entra nella categoria 16-24 capitanata da Morgan. Conclusa l'esperienza di X Factor, nel 2010 inizia a lavorare e registrare i suoi primi inediti, nello stesso anno lavora con Marracash al quale presterà la voce per il ritornello del brano La parola che nessuno riesce a dire contenuta nell'album Fino a qui tutto bene.

### 2012-2015: gli anni con Carosello Records
Nel 2012 si trasferisce a Milano e firma con l'etichetta Carosello Records. Il 19 dicembre 2012 debutta, con lo pseudonimo di Ada Reina, nome ispirato alla nonna materna e alla mamma, con il singolo di debutto dal titolo Vieni, scritto in collaborazione con Andrea Bonomo e prodotto da Stefano Ceri. Il singolo debutta con la pubblicazione del video ufficiale sul suo canale  YouTube  diretto da Federico Cangianiello. Il 29 gennaio 2013, pubblica l'EP dalle sonorità trap e elettropop Ada vs Ceri, scritto e composto interamente insieme Stefano Ceri. L'EP contiene il singolo Bevi, il cui video, diretto ancora una volta da Federico Cangianello e girato a Londra, viene pubblicato lo stesso giorno sul canale YouTube della cantante. Il 3 maggio 2013 pubblica il singolo Sono Io che vede di nuovo la collaborazione di Andrea Bonomo per la scrittura e la produzione di Stefano Ceri. Il video diretto da Valerio Masotti viene pubblicato il 18 giugno 2013. Il 12 novembre 2013 pubblica il secondo EP, composto da quattro inediti, dalle sonorità elettroniche Ada vs Demian Oid, in collaborazione con il produttore Demian Oid, L'EP è il primo progetto discografico in lingua spagnola dell'artista. L'EP è stato anticipato dal singolo Pegate, il cui video diretto da Michele Consoli, Bjordi Mezini e Paolo Schörli è stato pubblicato il 25 novembre 2013 sul canale Vevo dell'artista. Lo stesso anno collabora anche con il rapper Giso per il brano Andare via dove è artista ospitante, brano contenuto nell'album del rapper dal titolo Iceberg uscito per Carosello Records e Blocco Records, e collabora anche con Stylophonic al brano Dentro, dove è artista ospitante, contenuto nell'album del DJ dal titolo Boom!.
A inizio 2014 conclude l'album di debutto, la Carosello deciderà però di dividere l'uscita dell'album in due parti e quindi in due EP. Il 20 maggio 2014 esce il primo singolo estratto dall'album, dal titolo Lei balla, brano dalle sonorità dance pop, che vede di nuovo la collaborazione di Andrea Bonomo e la produzione di Gigi Barocco questa volta. Il video di Lei bella, diretto da Federico Cangianiello, viene pubblicato il giorno stesso sul canale Vevo dell'artista, per poi andare in rotazione sul canale MTV facendo guadagnare all'artista il titolo di artista del mese su MTV New Generation. Il 16 ottobre 2014 esce l'EP Ada, prima parte del suo album di debutto, l'EP composto da 5 inediti, unisce sonorità pop, dance, elettroniche, dubstep e R&B. I successivi singoli estratti dalla prima parte dell'album sono Sulla bomba, Dipendenza e Tu pensi a me.
Il 17 giugno 2015 pubblica il singolo Non mi importa di te brano che vede la produzione di Andrea "Andro" Mariano', gareggia col brano al Coca Cola Summer Festival 2015 nella categoria giovani, dove si classifica terza. Il 23 luglio 2015 pubblica l'EP, seconda e ultima parte del suo album di debutto, Un nuovo giorno. L'EP, composto da 6 nuovi inediti, tra cui il brano Ora non mi va in duetto con Frah Quintale, segna anche la fine del suo contratto e collaborazione con Carosello Records.

### 2016-2024:Voy saltandoe le varie collaborazioni
Nell'ottobre del 2015 inizia a lavorare con il produttore Jason Rooney e con l'etichetta Bang Records. Ada decide di dedicarsi alla stesura e creazione di un progetto interamente in lingua spagnola, esce così il 20 maggio 2016 con il brano Voy saltando, che verrà pubblicato qualche mese dopo anche nel mercato spagnolo tramite l'etichetta Blanco y negro. Il 18 novembre 2016 pubblica sempre con la Bang Records il singolo Chocolate y miel.
Tra il 2018 e il 2019, pubblica una serie di singoli reggaeton, tra cui Este baile, Selva oscura e Pabllo llego e una collaborazione con il cantante Madh intitolata Bad on the Dancefloor.
Il 3 aprile 2020 esce con il brano Fantastica insieme al DJ e produttore HJM, il brano è il primo singolo in italiano pubblicato dopo la fine del contratto con Carosello. Nello stesso anno nasce il suo primogenito e decide così di prendersi una pausa dalla musica, ma si dedicherà comunque alla scrittura di nuovi brani per altri artisti.
Il 26 novembre 2021 scrive il brano Aqua de coco per Arisa, contenuto nell'album dell'artista Ero romantica; il brano verrà poi scelto come sigla per il Padova Pride Village 2022. Sempre per Arisa, scrive il singolo Tu mi perdición uscito l'8 luglio 2022.
Nel 2023 escono due collaborazioni,  una con Amerigo Provenzano e Paul Jockey per il brano Santa Fe uscito il 14 luglio e una con DJ Ross per il brano La vida uscito il 3 agosto. Si ferma di nuovo per la nascita del suo secondogenito. 
Nel 2024 è artista ospitante nel singolo Ah però soda di Moreno e Clementino uscito il 3 maggio. Il 20 Settembre 2024 è invece artista ospitante nel brano Papi di DJ Wlady uscito per Santor Records e Warner Music Italy.

## Discografia

### Album
- 2015  – Ada: Un Nuovo Giorno

### EP
- 2013 – Ada vs Ceri
- 2013 – Ada vs Demian Oid
- 2014 – Ada
- 2015 – Un nuovo giorno

### Singoli
- 2012 – Vieni
- 2013 – Bevi
- 2013 – Sono io
- 2013 – Pegate
- 2014 – Lei balla
- 2014 – Come su una bomba
- 2014 – Dipendenza
- 2015 – Non mi importa di te
- 2016 – Voy saltando
- 2016 – Chocolate y miel
- 2018 – Este baile
- 2019 – Selva oscura
- 2019 – Pablo llego
- 2020 – Fantastica

### Collaborazioni
- 2010 – La parola che nessuno riesce a dire (Marracash feat. Ada Reina)
- 2013 – Andrea via (Giso feat. Ada Reina)
- 2013 – Dentro (Stylophonic feat. Ada Reina)
- 2015 – Cento notti (Amir feat. Ada Reina)
- 2018 – Bad on the Dancefloor (Madh feat. Ada Reina)
- 2019 – Nunca mas (Giacomo Ghinazzi feat. Ada Reina)
- 2019 – La noche (Saint Ambroeus feat. Ada Reina)
- 2023 – La vida (DJ Ross feat. Ada Reina)
- 2023 – Santa Fe (Provenzano, Paul Jockey feat. Ada Reina)
- 2024 – Ah però soda (Moreno feat. Clementino e Ada Reina)
- 2024 - Papi (Wlady feat. Ada Reina)